# Alhambra (Kastylia-La Mancha)
Alhambra – gmina w Hiszpanii, w prowincji Ciudad Real, w Kastylii-La Mancha, o powierzchni 580,25 km². W 2011 roku gmina liczyła 1097 mieszkańców.